# Burgos (Spanje)
Burgos is een stad en gemeente in de Spaanse autonome regio Castilië en León. Het is de hoofdstad van de gelijknamige provincie Burgos.
De stad ligt op een hoogte van 860 m en aan de Arlanzón. Acht bruggen verbinden de stad. Het is een regionaal handels- en verkeerscentrum.

## Geschiedenis
Rond het jaar 880 wordt Burgos gesticht en wordt later de hoofdstad van Castilië. In 1200 wordt de eerste brug over de Arlanzón gelegd ten behoeve van de pelgrims naar Santiago de Compostella. Kort daarop wordt er begonnen met de bouw van de kathedraal. Het monopolie voor de wolexport verwerft de stad in 1494. In 1495 ontvangen de koningen Ferdinand en Isabella Columbus in de Casa del Cordon na zijn tweede ontdekkingsreis. In 1808 lopen napoleontische troepen Burgos onder de voet. Vijf jaar later veroveren de Britten onder Wellington de stad. In 1936, tijdens de Spaanse Burgeroorlog, vestigt de rebellenleider Caudillo Franco zijn voorlopige regering in Burgos.

## Demografische ontwikkeling
Bron: INE; 1857-2011: volkstellingen
Opm: Bevolkingscijfers in duizendtallen; aanhechting van Villalonquéjar (1857), Villalluda y la Ventilla (1930), Gamonal (1960), Villafría de Burgos en een deel van Villarmentero (1970)

## Bezienswaardigheden

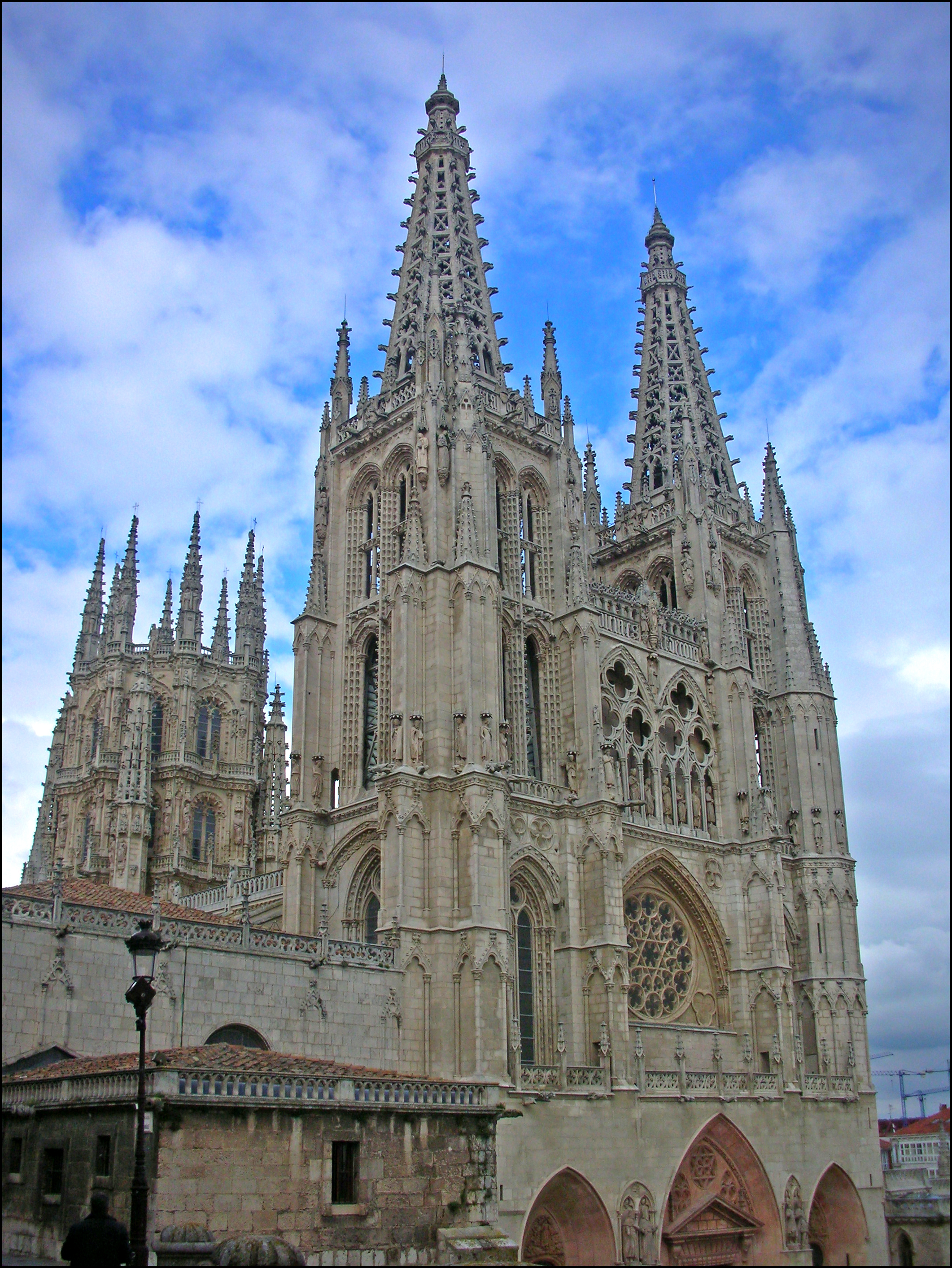
Kathedraal van Burgos

- Santa Mariakathedraal: de gotische kathedraal is drieschepig, heeft dwarspanden, veel kapellen en een zware vieringtoren uit de 16de eeuw. Er steken acht rijk versierde torentjes boven uit. De monumentale westgevel heeft twee klokkentorens met opengewerkte spitsen met zaagvormig profiel. Aan de noordzijde bevindt zich de escalada dorada of gouden trap uit de renaissancetijd. Het portaal van de Sarmental (rechter kruisbeuk, het kloosterhof ligt ertegenaan) is goed bewaard. Het beeldhouwwerk in de timpaan is zeer realistisch. Jezus onderricht er de evangelisten en de apostelen. Via een lange trap tussen sacristie en kloostergang komt men er. In de kathedraal zijn veel kunstwerken, grafmonumenten, o. a. van “El Cid”, retabels en een fraaie koorstoel. De kapel 'del Condestabele' is achthoekig, heeft acht kleine spitse torens en een rijke wandversiering. Het grafmonument van El Cid Campeador, de bekendste zoon van Burgos, en Doña Jimena bevindt zich onder het koepelgewelf. De hekken tussen transept en koor bestaan uit prachtig smeedwerk. De notenhouten stoelen van de koorbanken zijn alle verschillend en zijn voorzien van palmhouten inlegwerk.
- Museo de la Evolución Humana (MEH) over de prehistorische mens en de opgravingen in Atapuerca.
- Provinciaal Archeologisch Museum: in het Casa de Miranda, Calle de la Calena, 29, ingang Calle de Miranda 13, bevindt zich het Provinciaal Archeologisch Museum, een van de rijkste van Spanje. Er bevinden zich Romeinse grafzuilen en Visigotische en Moorse sarcofagen. Het fraaiste museumstuk is het met email versierde frontstuk van een grafmonument.
- Arco de Santa Maria is een indrukwekkende middeleeuwse stadspoort die in de 16e eeuw werd verbouwd. Op de gevel staan diverse figuren van personen die een belangrijke rol hebben gespeeld in de geschiedenis van de stad, waaronder Rodrigo Díaz de Vivar of El Cid. De poort is opengesteld voor publiek.
- Kasteel van Burgos: de bouw hiervan begon in de 9e eeuw op een heuvel vlak hij het huidige stadscentrum. Het werd door de Fransen in de zomer van 1813 opgeblazen en is nadien niet meer in de oude glorie hersteld. De ruïne is deels gerestaureerd en is onderdeel van een park dat open staat voor bezoek. Vanaf de heuvel heeft men een goed uitzicht over de stad.

## Sport
De plaatselijke voetbalclub is Burgos CF en de club speelt haar thuiswedstrijden in het Estadio El Plantío. De Ronde van Burgos is een jaarlijkse meerdaagse wielerkoers die door de provincie trekt. De stad Burgos is vaker start- of finishplaats van deze koers geweest.

## Partnersteden
- Brugge (België), sinds 2007
- Loudun (Frankrijk)
- Pessac (Frankrijk)
- San Juan de los Lagos (Mexico)
- Valencia (Spanje)
- Vicenza (Italië)

## Geboren
- Peter I van Castilië (1334-1369), koning van Castilië en León
- Hendrik III van Castilië (1379-1406), koning van Castilië en León
- Diego de Siloé (1495-1563), architect en beeldhouwer
- Ricardo Velázquez Bosco (1843-1923), architect
- Mariano Martínez (1948), wielrenner
- Íñigo Cuesta (1969), wielrenner
- Diego Gallego (1982), wielrenner
- Juan Mata (1988), voetballer
- Carlos Barbero (1991), wielrenner
- Adrián González (1992), wielrenner
- Pablo Íñiguez (1994), voetballer

Albacete · Alicante · Almería · Ávila · Badajoz · Badalona · Barcelona · Bilbao · Burgos · Cáceres · Cádiz · Cartagena · Castelló de la Plana · Ceuta · Ciudad Real · Córdoba · A Coruña · Cuenca · Elche/Elx · Gijón · Girona · Granada · Guadalajara · L'Hospitalet de Llobregat · Huelva · Huesca · Jaén · Jerez de la Frontera · León · Lleida · Logroño · Lugo · Madrid · Málaga · Melilla · Mérida · Móstoles · Murcia · Oviedo · Ourense · Palencia · Palma · Las Palmas de Gran Canaria · Pamplona · Pontevedra · Sabadell · Salamanca · San Sebastián · Santa Cruz de Tenerife · Santander · Santiago de Compostella · Segovia · Sevilla · Soria · Tarragona · Terrassa · Teruel · Toledo · Valencia · Valladolid · Vigo · Vitoria-Gasteiz · Zamora · Zaragoza